# مركبة مشاة قتالية مدرعة
مركبة مشاة قتالية مدرعة (بالإنجليزية: Armored Infantry Fighting Vehicle)‏، المعروفة اختصارا بـ (AIFV)، هي عربة مدرعة مجنزرة وخفيفة، تعد بمثابة مركبة مشاة قتالية (IFV) في جيوش عدة بلدان. وهو تطوير عن ناقلة الجند المدرعة M113A1. موطنها الأصلي: الولايات المتحدة عام 1967م. واستخمدتها في عدد من حروبها مثل: حرب يوغسلافيا، والعمليات المضادة لرجال حرب العصابات في الفلبين، الحرب في أفغانستان.

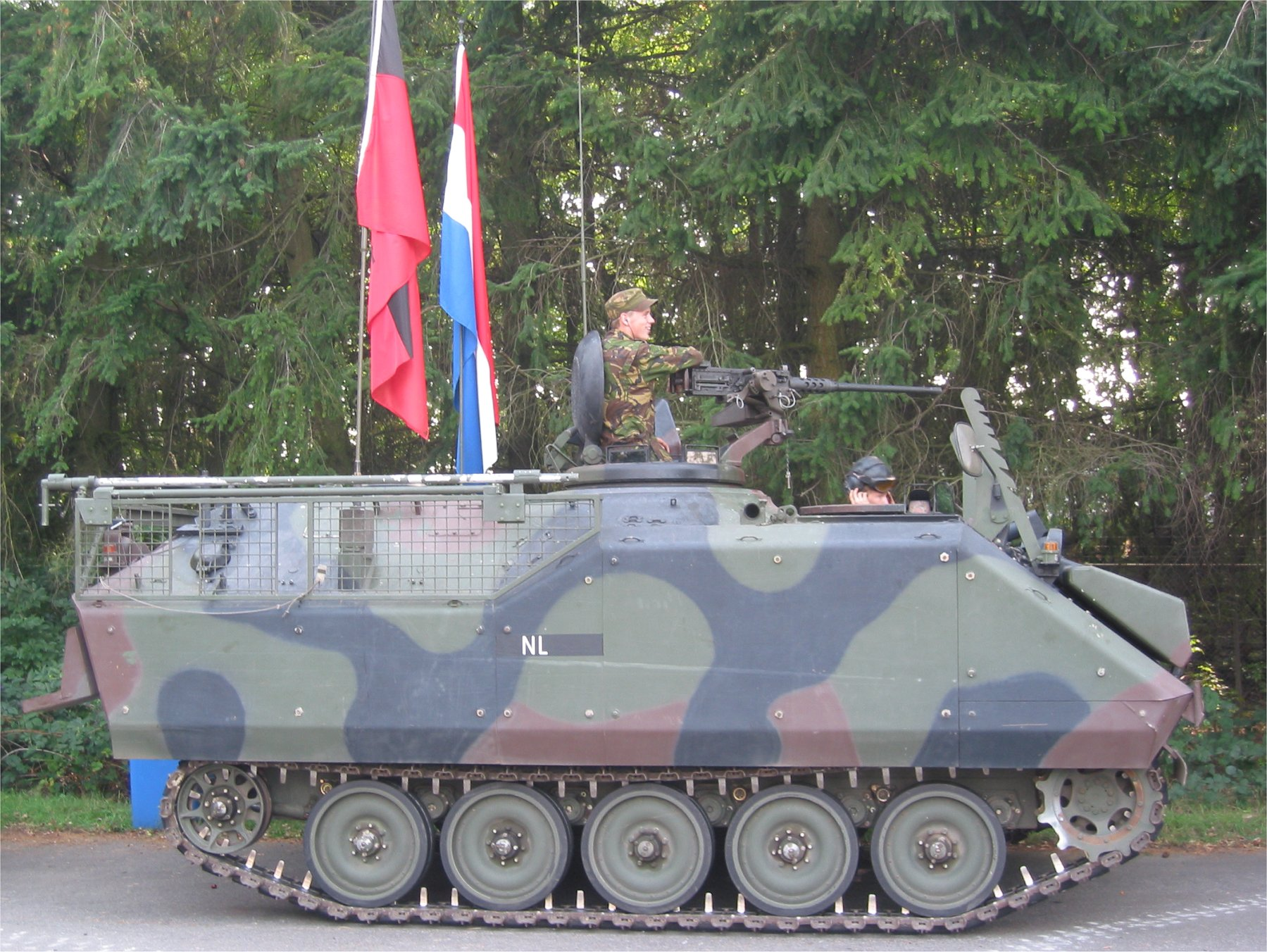
المدرعة

## المواصفات
- الوزن 13.6 طن متري (حمولة قتالية).
- طول 5.26 م.
- عرض 2.82 م.
- ارتفاع 2.62 م (لبرج سقف).
- الطاقم 3 +7.
- نطاق التشغيل 490 كم.
- سرعة 61 كم / ساعة.

## المستخدمون

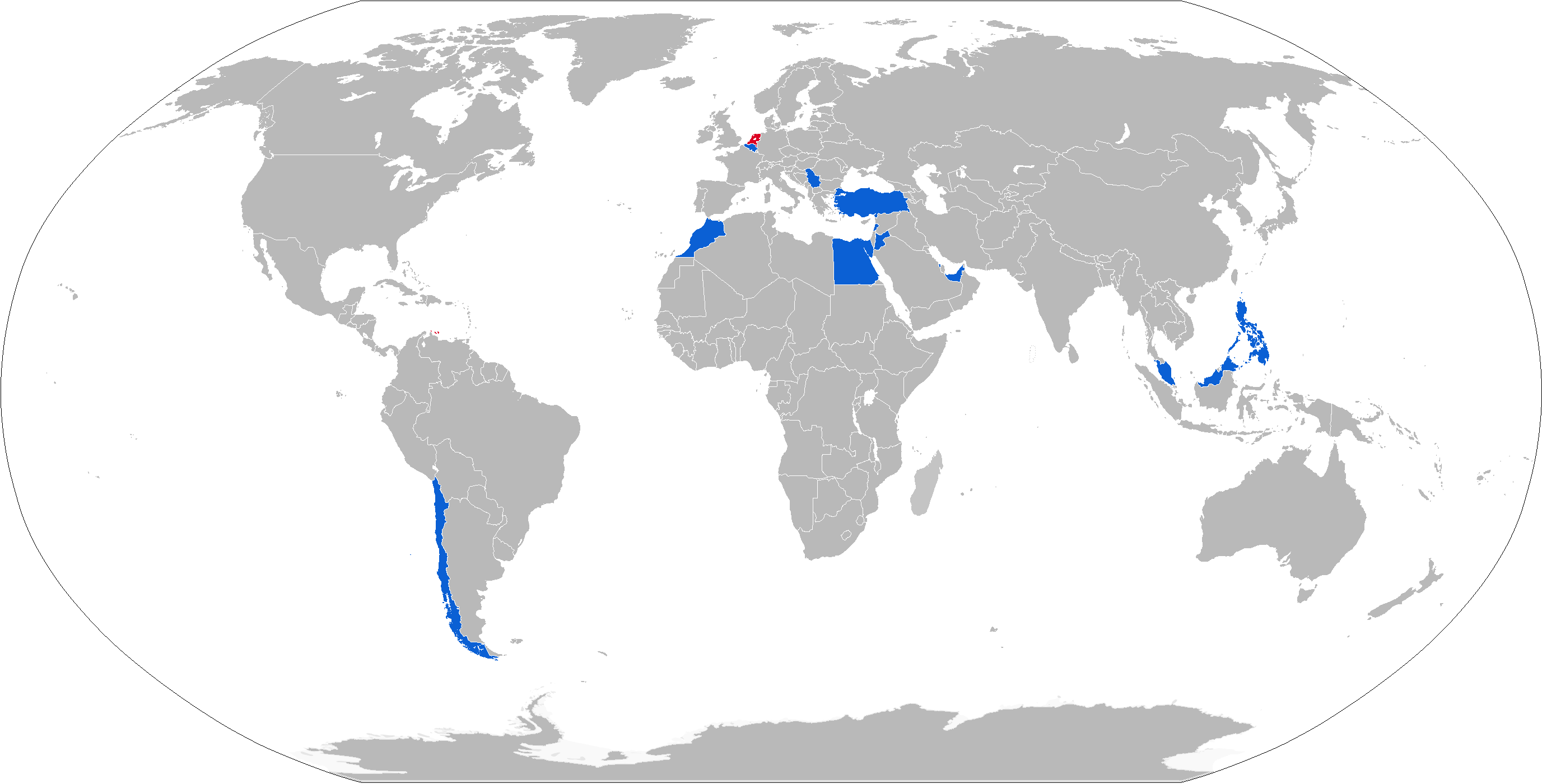
الدول المستخدمة الحالية باللون الازرق. الدول المستخدمة السابقة باللون الاحمر

### الدول المستخدمة الحالية
- البحرين
- الامارات العربية المتحدة
- بلجيكا
- شيلي
- مصر
- الأردن
- لبنان
- ماليزيا
- الفلبين
- المغرب
- تركيا
- صربيا

### الدول المستخدمة السابقة
- هولندا

## روابط خارجية
- AIFV on Jane's
- AIFV on Henrik Clausen's Military Vehicles page
- AIFV-B on Milpedia (بالهولندية)